# Андерматт
Андерматт (нем. Andermatt) — деревня, горнолыжный курорт в центральной Швейцарии. Население — 1312 человек (2002). Расположена в кантоне Ури. Известна тем, что здесь для борьбы с таянием ледника Гуршен (нем. Gurschen), гора Гемссток (нем. Gemsstock — 2961 метров над уровнем моря), испробованы синтетические (комбинация полиэстера и полипропилена) ковры общей площадью 2,5 тыс. км².

## История

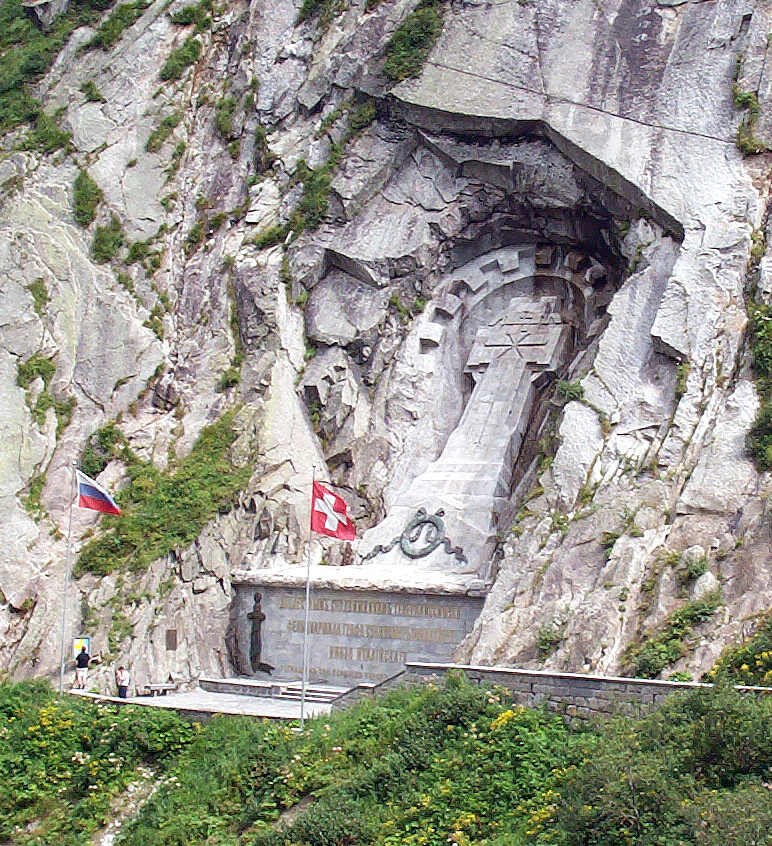
Памятник подвигу Суворовских войск

Рядом с Андерматтом находится знаменитый «Чёртов мост» — потомок первого моста, который войска Суворова преодолели с боями после взятия перевала Сен-Готард в сентябре 1799 года. В 1898 году рядом с этим местом установлен памятник в память Суворова и его солдат, совершивших этот подвиг.

## Андерматт в «ЭСБЕ»

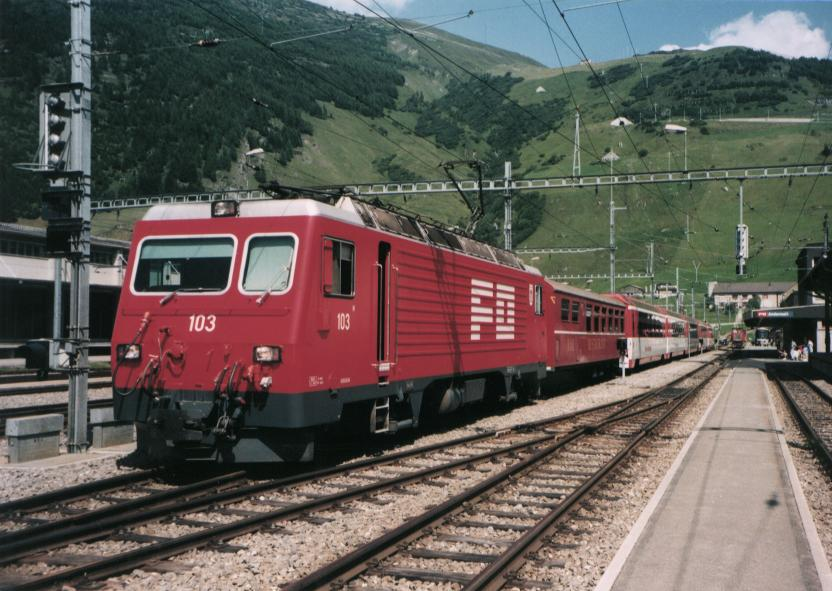
Ледниковый экспресс во главе с электровозом HGe 4/4 II на станции Андерматт

В начале XX века «Энциклопедический словарь Брокгауза и Ефрона» так описывал этот населённый пункт: 
Андерматт или Урзерн (по-итал. Orsera) — красивое село с 722 жит. (1880), со многими каменными домами, в швейцарском кантоне Ури, почти безлесной Урзернской долине, орошаемой Рейссом, лежит на высоте 1444 м над уровнем моря, у подошвы горы св. Анны (St. Annaberg), и весьма плохо защищен от лавин, низвергающихся с этой горы, вследствие сильно вырубленного соснового леса. Помимо весьма рационального альпийского хозяйства главный источник существования жителей этого селения составляла до последнего времени транзитная торговля, так как в Урзернской долине сходятся три главные почтовые тракта Альпийской страны (С.-Готардская дорога, идущая в долину Тессино, Фурка — в долину Роны и Верхне-Альпийская дорога — в долину Рейна). С открытием С.-Готардской железной дороги, прошедшей в стороне от Андерматта, это селение отрезано от торговли, идущей по С.-Готардской дороге, но за ним остался транзит через Фурку и Верхне-Альпийскую дорогу; товары идут через А. к Гешенской станции С.-Готардской ж. д., по Шеленскому ущелью.